# Domenico Gregorini

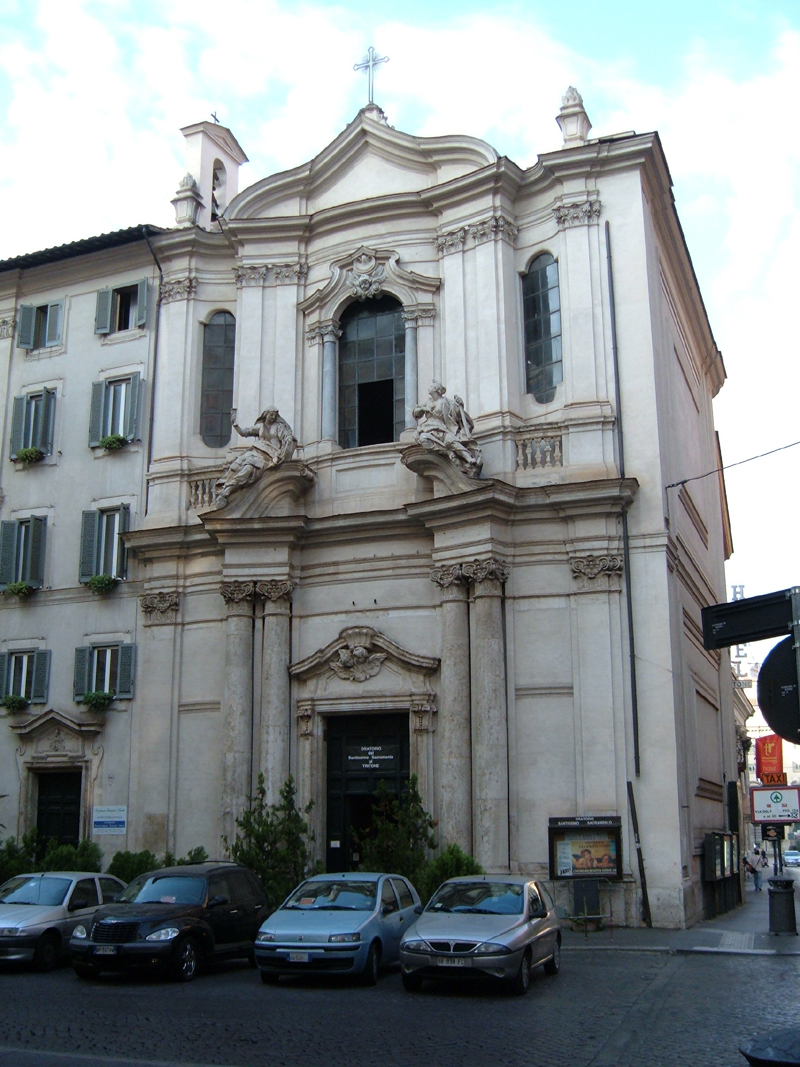
Oratorio del Santissimo Sacramento.

Domenico Gregorini, född 21 augusti 1692 i Rom, död där 7 februari 1777, var en italiensk arkitekt under senbarocken.
Gregorini var elev till Filippo Juvarra och medlem av Accademia di San Luca. Tillsammans med arkitekten Pietro Passalacqua restaurerade Gregorini den fornkristna basilikan Santa Croce in Gerusalemme och gav den en ny fasad i barockstil. Här märks ett visst inflytande från Borrominis arkitektoniska formspråk. Gregorini har även ritat Oratorio del Santissimo Sacramento vid Piazza Poli. Oratoriets fasad uppvisar en växelverkan mellan konvexa och konkava ytor.